# Microxydia orsitaria
Microxydia orsitaria là một loài bướm đêm trong họ Geometridae.